# Tales of Mystery and Imagination
Tales of Mystery and Imagination ist das 1976 erschienene Debütalbum von The Alan Parsons Project. Thema des Albums ist die musikalische Umsetzung einiger Erzählungen von Edgar Allan Poe. Der Titel des Albums ist einer Erzählungssammlung Poes entnommen. Das Album ist das erste einer Reihe von Konzeptalben des Produzenten, Komponisten und Musikers Alan Parsons.

## Konzept
Tales of Mystery and Imagination basiert auf ausgewählten Werken des Autors Edgar Allan Poe und vertont diese in einer Mischung aus Rocksongs und sinfonischer Musik, versetzt mit Zitaten aus seinen Texten vermitteln die Stücke die düstere, melancholische Atmosphäre von Poes Werken. Bei The Raven tritt der Schauspieler Leonard Whiting als Leadsänger auf, während Alan Parsons über einem EMI-Vocoder singt. Laut den Anmerkungen des Albumbooklets war The Raven der erste Rocksong, bei dem ein digitaler Vocoder zum Einsatz kam. Das Präludium von The Fall of the House of Usher verwendet Fragmente aus Claude Debussys Opernfragment La Chûte de la maison Usher, das zwischen 1908 und 1917 komponiert wurde. The Fall of the House of Usher ist eine mehr als 16 Minuten dauernde Instrumentalsuite in fünf Sätzen, die den größten Teil der 2. Langspielplattenseite einnimmt.
Das in dunklem grün gehaltene Cover des Albums ziert mittig ein gestrecktes, ägyptisch anmutendes Band, das sich auf der Rückseite in einer Schlinge fortsetzt. Dort ist eine Mumie angedeutet, deren Darstellung sich in der Innenansicht des aufklappbaren Covers fortsetzt. Dort sind innen eine chronologische Übersicht des Lebens und Wirkens von Poe abgedruckt sowie – was eher selten ist – auf vier eingebundenen Blättern illustriert mit Skizzen und Fotos die Texte der Titel wiedergeben und schließlich die weiterführenden Informationen zum Album. Das Konzept des Albumcovers stammt von der Grafikdesign-Agentur Hipgnosis.

## Produktion
Die Titel zu dem Album wurden zwischen April und November 1975 in den Londoner Abbey Road Studios aufgenommen. Zu den Musikern gehörten namhafte Musiker wie die Sänger Arthur Brown der britischen Band The Crazy World of Arthur Brown in The Tell Tale Heart, John Miles in The Cask of Amontillado und (The System of) Dr. Tarr and Professor Fether sowie Terry Sylvester von The Hollies in To One in Paradise. Neben Musikern wie Keith Johnson, Eric Woolfson und Andrew Powell waren Bands wie Ambrosia und Pilot beteiligt, zusammen mit dem Keyboarder Francis Monkman von Curved Air und Sky. Je nach Titel wurden unterschiedliche Besetzungen zusammengestellt.

## Titelliste
Das Album umfasst in der Originalfassung elf Stücke mit einer Gesamtlänge von 42:41 Minuten.
1. A Dream Within a Dream (Instrumental) – 4:14
  - Nach Ein Traum im Traume (1849)
2. The Raven – 3:58
  - Nach Der Rabe (1845)
3. The Tell-Tale Heart – 4:39
  - Nach Das verräterische Herz (1843)
4. The Cask of Amontillado – 4:34
  - Nach Das Fass Amontillado (1846)
5. (The System of) Doctor Tarr and Professor Fether – 4:21
  - Nach The System of Doctor Tarr and Professor Fether / Das System des Dr. Teer und Prof. Feder (1845)
6. The Fall of the House of Usher: I. Prelude – 7:03
  - Nach Der Untergang des Hauses Usher (1839)
7. The Fall of the House of Usher: II. Arrival – 2:40
8. The Fall of the House of Usher: III. Intermezzo – 1:00
9. The Fall of the House of Usher: IV. Pavane – 4:36
10. The Fall of the House of Usher: V. Fall – 0:51
11. To One in Paradise – 4:47
  - Nach To One in Paradise (1833)

Das Gewitter im Track The Fall of the House of Usher: II. Arrival wurde in Kunstkopfstereofonie aufgenommen.

## Veröffentlichungen
1976 hatten Alan Parsons und Eric Woolfson an Orson Welles ein Skript mit Erzähltexten für die Instrumentalstücke geschickt, die Welles auf Band sprach und den Musikern zurückschickte. Verwendet wurden diese Aufnahmen allerdings nur für Präsentation und Promotion der LP. Für die 1987 erschienene CD-Version wurde das Album digital komplett neu gemischt und bearbeitet. Dabei fügten Parsons und Woolfson die Rezitationen des zwischenzeitlich verstorbenen Orson Welles in das Werk ein. Die CD-Erstveröffentlichung der laut Werbetext somit „dramatic new version“ des Konzeptalbums wurde auch aufgrund dessen zu einem besonderen Ereignis. Gleichzeitig erschien die neue Fassung als Vinyl-Ausgabe, die jedoch in erster Linie das neue Medium CD bewerben sollte: Im Plattencover ist der Hinweis For best results this Album should be heard on Compact Disc abgedruckt.
Am 30. April 2007 erschien eine neue „DeLuxe-Edition“, die sowohl das 1976er-Original als auch den 1987er-Remix auf einer Doppel-CD mit Demoversionen und Tonexperimenten vereint (Mercury, Universal).

## Rezensionen
Bei Musikkritikern wurde das Album gemischt aufgenommen. Beispielsweise meint Billy Altman von Rolling Stone:„ …dass es Poes Spannung und makabere Angst nicht ganz genau wiedergibt …“ und dass „… Liebhaber der Gothic-Literatur auf jemanden warten müssen, der mehr von dem Makabren im Blut hat, um Poes oft erschreckende Werke musikalisch wahrhaftiger zu lesen.“ Dennoch genießt das Album unter den Fans von Alan Parsons Project immer noch einen gewissen Kultstatus. Im Juli 2010 wurde es in der Zeitschrift Classic Rock als eines der „50 Alben, die den Prog-Rock aufgebaut haben“ bezeichnet.

## Kommerzieller Erfolg

### Chartplatzierungen
Tales of Mystery and Imagination stieg erstmals am 15. April 1977 auf Rang 27 der deutschen Albumcharts ein. Seine beste Platzierung erreichte das Album mit Rang elf am 25. September 1978 sowie am 29. Januar 1979. Das Album konnte sich mit Unterbrechungen 133 Chartausgaben (189 Wochen) in den Albumcharts platzieren – letztmals in der Chartwoche vom 28. März 2025 – womit es zu den erfolgreichsten Dauerbrennern zählt. Zwischen den Jahren 1977 und 1980 konnte sich das Album in den deutschen Album-Jahrescharts platzieren, am besten im Jahr 1978 mit Rang sechs.
In den britischen Charts konnte sich das Album eine Woche in den Charts platzieren und erreichte dabei in der Chartwoche vom 22. August 1976 Rang 56. In den US-amerikanischen Billboard 200 stieg das Album am 15. Mai 1976 auf Rang 121 ein und erreichte seine beste Platzierung am 10. Juli 1976 mit Rang 38. Das Album konnte sich 46 Wochen in den Top 200 platzieren. In allen drei Ländern avancierte Tales of Mystery and Imagination zum ersten Chartalbum der Band. In Deutschland konnte sich kein Album der Band länger in den Charts platzieren.
| ChartsChartplatzierungen       | Höchstplatzierung | Wochen |
| ------------------------------ | ----------------- | ------ |
| Deutschland (GfK)              | 11 (189 Wo.)      | 189    |
| Vereinigte Staaten (Billboard) | 38 (46 Wo.)       | 46     |
| Vereinigtes Königreich (OCC)   | 56 (1 Wo.)        | 1      |

| ChartsJahrescharts (1977) | Platzierung |
| ------------------------- | ----------- |
| Deutschland (GfK)         | 29          |

| ChartsJahrescharts (1978) | Platzierung |
| ------------------------- | ----------- |
| Deutschland (GfK)         | 6           |

| ChartsJahrescharts (1979) | Platzierung |
| ------------------------- | ----------- |
| Deutschland (GfK)         | 12          |

| ChartsJahrescharts (1980) | Platzierung |
| ------------------------- | ----------- |
| Deutschland (GfK)         | 62          |

### Auszeichnungen für Musikverkäufe
| Land/Region                  | Auszeichnungen für Musikverkäufe (Land/Region, Auszeichnung, Verkäufe) | Verkäufe |
| ---------------------------- | ---------------------------------------------------------------------- | -------- |
| Deutschland (BVMI)           | Platin                                                                 | 500.000  |
| Kanada (MC)                  | Platin                                                                 | 100.000  |
| Vereinigtes Königreich (BPI) | Silber                                                                 | 60.000   |
| Insgesamt                    | 1× Silber · 2× Platin ·                                                | 660.000  |